# Burgen- und Schlösserweg

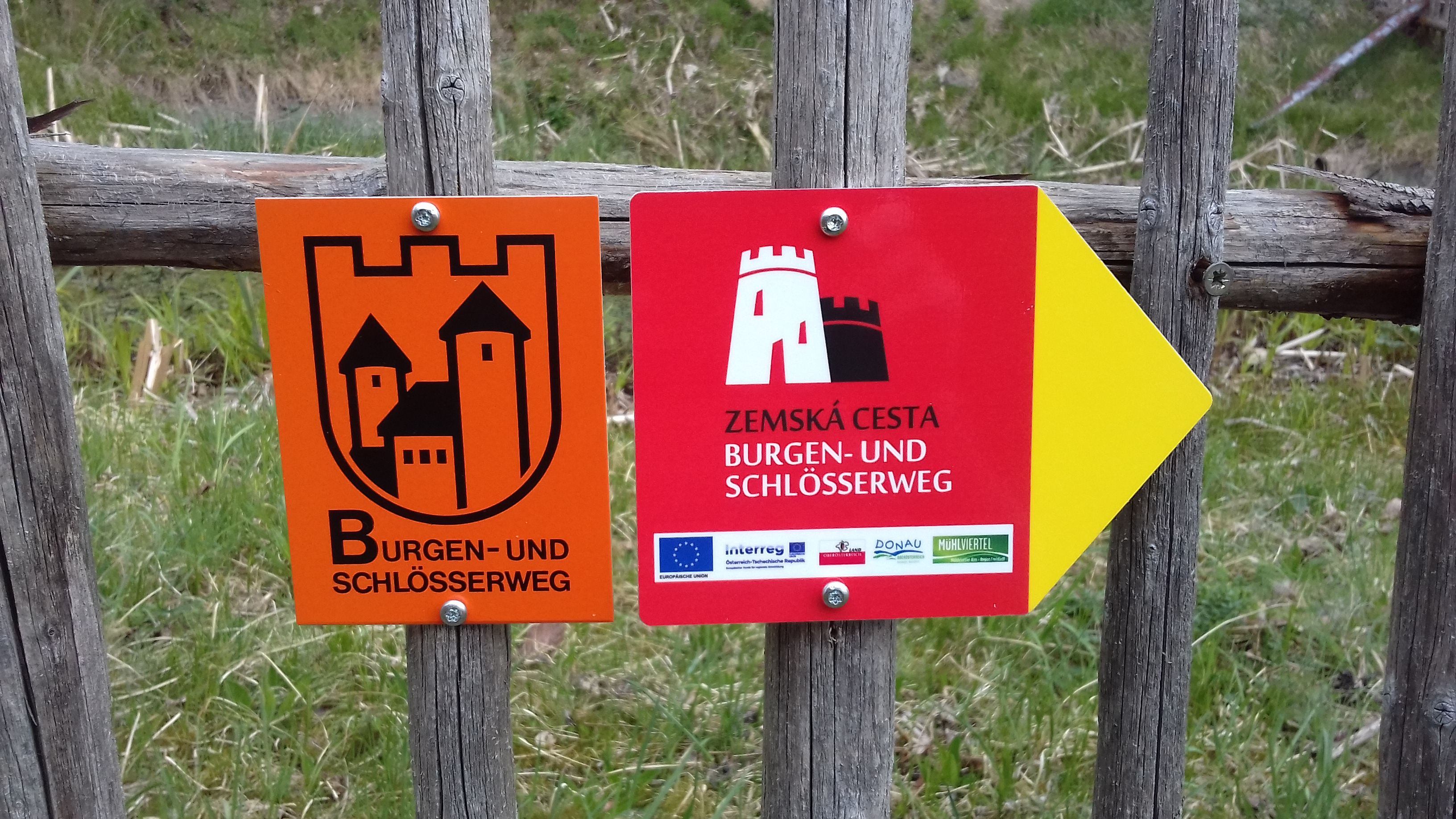
Alte und neue Beschilderung am Burgen- und Schlösserweg

Der Burgen- und Schlösserweg (tschechisch Zemská cesta) ist ein rund 215 km langer Weitwanderweg durch die Kulturlandschaften des Mühlviertels (Österreich) und Südböhmens (Tschechien). Der grenzüberschreitende Themenweg erschließt insgesamt 19 Burgen und Schlösser.

## Wegführung

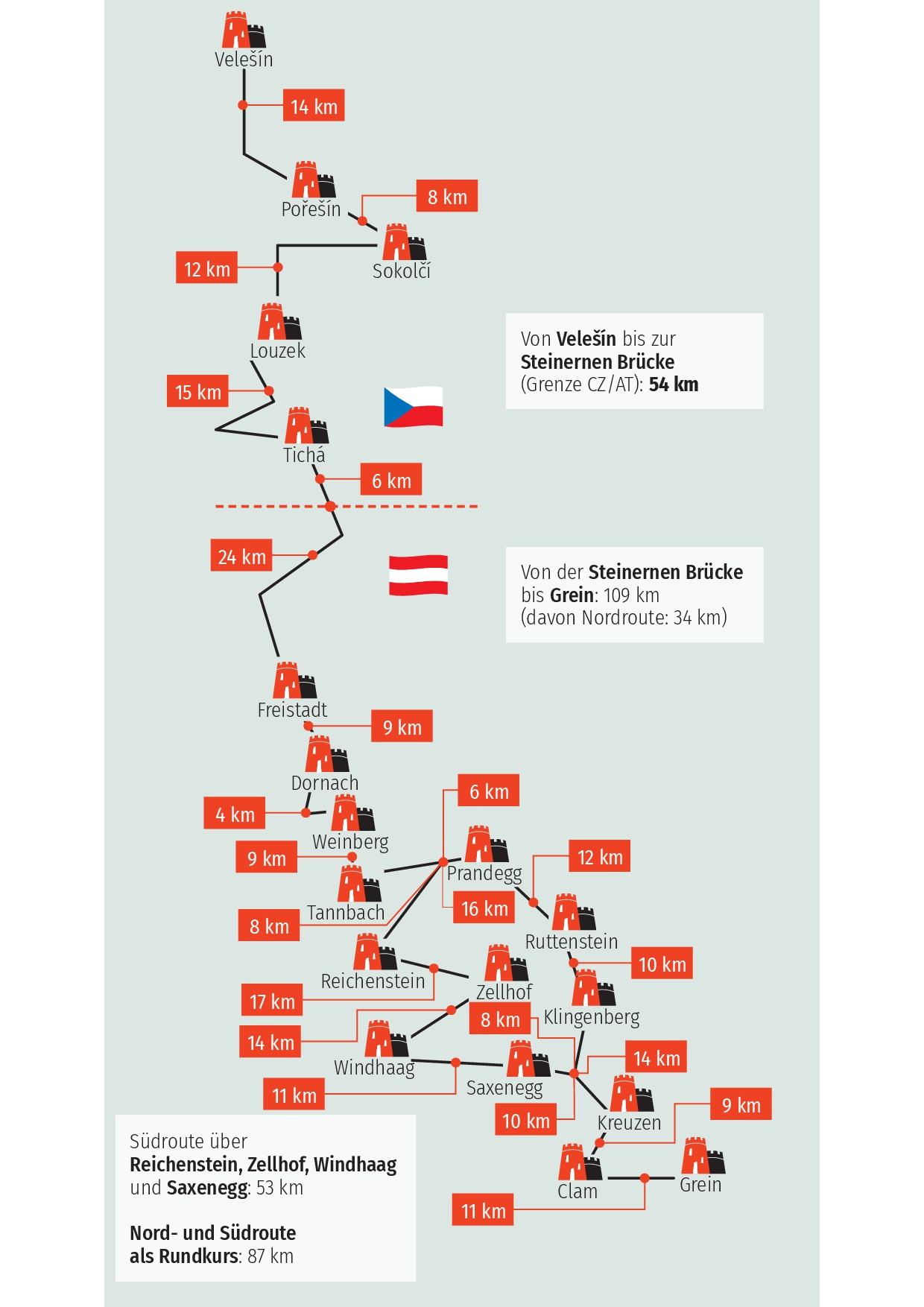
Routenübersicht

Der Weitwanderweg verbindet das Donaustädtchen Grein mit Velešín in Tschechien. Im südlichen Teil teilt sich der Weg in eine Süd- und Nordroute (welche zusammen auch als Rundkurs begangen werden können). Entlang der Nordroute führt er durch die Gemeinden Grein, Klam, Bad Kreuzen, St. Thomas am Blasenstein, Pierbach, Schönau im Mühlkreis, Gutau, Kefermarkt, Lasberg, Freistadt, Rainbach im Mühlkreis, Windhaag bei Freistadt, Dolní Dvořiště, Bujanov, Benešov nad Černou, Kaplice, Soběnov, Netřebice, Svatý Jan nad Malší und Velešín. Mit der Südroute werden anstatt der Gemeinden Pierbach und Schönau die Gemeinden Windhaag bei Perg, Rechberg, Bad Zell und Tragwein erreicht. Aufwärts sind knapp 4800 und abwärts gut 4930 Höhenmeter zu überwinden.

## Burgen und Schlösser am Wegesrand
Die Burgen und Schlösser sind nach Region (Oberösterreich, Südböhmen) und Namen sortiert:
| Nr. | Name der Burg / des Schlosses | Gemeinde                  | Lage am Weg | Besonderheit                                    |
| --- | ----------------------------- | ------------------------- | ----------- | ----------------------------------------------- |
| 1   | Burg Clam                     | Klam                      | Hauptroute  | Burgmuseum                                      |
| 2   | Burg Dornach                  | Lasberg                   | Hauptroute  |                                                 |
| 3   | Schloss Freistadt             | Freistadt                 | Hauptroute  | Mühlviertler Schlossmuseum                      |
| 4   | Schloss Greinburg             | Grein                     | Hauptroute  | Oberösterreichisches Schifffahrtsmuseum         |
| 5   | Burg Klingenberg              | St. Thomas am Blasenstein | Nordroute   |                                                 |
| 6   | Burg Kreuzen                  | Bad Kreuzen               | Hauptroute  |                                                 |
| 7   | Burgruine Prandegg            | Schönau im Mühlkreis      | Nordroute   | Burgmuseum                                      |
| 8   | Burg Reichenstein             | Tragwein                  | Südroute    | Burgmuseum                                      |
| 9   | Burg Ruttenstein              | Pierbach                  | Nordroute   |                                                 |
| 10  | Burgruine Saxenegg            | St. Thomas am Blasenstein | Südroute    |                                                 |
| 11  | Schloss Tannbach              | Gutau                     | Hauptroute  |                                                 |
| 12  | Schloss Weinberg              | Kefermarkt                | Hauptroute  |                                                 |
| 13  | Burgruine Windhaag            | Windhaag bei Perg         | Südroute    |                                                 |
| 14  | Schloss Zellhof               | Bad Zell                  | Südroute    |                                                 |
| 15  | Burgruine Louzek              | Bujanov                   | Hauptroute  | kleines Museum der Pferdeeisenbahn beim Bahnhof |
| 16  | Burg Pořešín                  | Kaplice                   | Hauptroute  | Burgmuseum                                      |
| 17  | Burgruine Sokolčí             | Benešov nad Černou        | Hauptroute  |                                                 |
| 18  | Feste Tichá                   | Dolní Dvořiště            | Hauptroute  |                                                 |
| 19  | Burgruine Velešín             | Svatý Jan nad Malší       | Hauptroute  |                                                 |

## Entstehungsgeschichte
Eine erste Wegvariante entstand bereits in den 1980er Jahren. Der Weg verlief damals nur auf der österreichischen Seite von Grein bis Freistadt, wobei auch Saxen, Reichenstein und Liebenau durch Stichwege einbezogen waren. 1994 brachten Fritz Fellner, Kustos des Mühlviertler Schlossmuseums in Freistadt, und Ingrid Wiederschwinger hierfür den passenden Wanderführer mit Wanderkarte heraus. Der Fall des Eisernen Vorhangs und die Fördermöglichkeiten der EU boten schließlich eine Basis, den Wanderweg grenzüberschreitend weiterzuentwickeln. Im Programm ETZ AT-CZ 2007-2013 wurde ein grenzübergreifendes Projekt „Burgen- und Schlösserweg / Zemská cesta“ erstellt, womit die Burgen des Vereins „Hrady na Malší“ aufgenommen wurden. Der Weg wurde in der Folge durchgängig ausgeschildert und einige Burgen baulich aufgewertet. Im Jahr 2017 reichte man unter der Leadpartnerschaft des Verbandes Mühlviertler Alm neuerlich ein Projekt im Rahmen des Programms Interreg V-A Österreich – Tschechische Republik (ATCZ91) ein, welches im selben Jahr genehmigt wurde. Neben weiteren Investitionen auf einigen Burgen (Pořešín, Tichá, Prandegg und Kreuzen) werden ein Audioguide (für alle 19 Objekte), ein Wanderführer, eine Homepage und Marketingaktivitäten umgesetzt.